# NonExist
NonExist es una banda sueca de death metal que estuvo formada por el exvocalista de Arch Enemy, Johan Liiva (vocalista), el exintegrante de Andromeda, Johan Reinholdz (guitarrista/bajista) y Matte Modin (baterista), antiguo integrante de bandas como Defleshed y Dark Funeral.

## Carrera
En mayo de 2002, lanzaron su álbum debut, Deus Deceptor, por New Hawen Records en Europa, y Century Media en Norteamérica. La banda intentó reunir integrantes para realizar un tour en el año 2002, pero esto nunca ocurrió, en parte debido a que los miembros del grupo tenían otros compromisos. En el 2003, Liiva y Modin abandonaron la banda, dejando solamente a Reinholdz como integrante hasta ese momento del grupo. En el 2004, Liiva (actual integrante de Hearse) confirmó la separación de NonExist.
Sin embargo, durante 2011 la banda se volvió a reagrupar y lanzó un segundo álbum de estudio en 2012. Johan Reinholdz ha estado escribiendo canciones para la banda durante todos los años desde el lanzamiento de su primer álbum. La actual formación de la banda está compuesta por Reinholdz y Johan Liiva.

## Integrantes
Actuales miembros
- Johan Liiva – voz (2000-2004, 2011-presente)
- Johan Reinholdz – guitarra, bajo (2000-2004, 2011-presente)

Antiguos miembros
- Matte Modin – batería (2000-2004)

## Discografía
- Deus Deceptor (New Hawen/Century Media, 2002)
- From My Cold Dead Hands (Pivotal Rockordings, 2012)